# Prăjitor de pâine

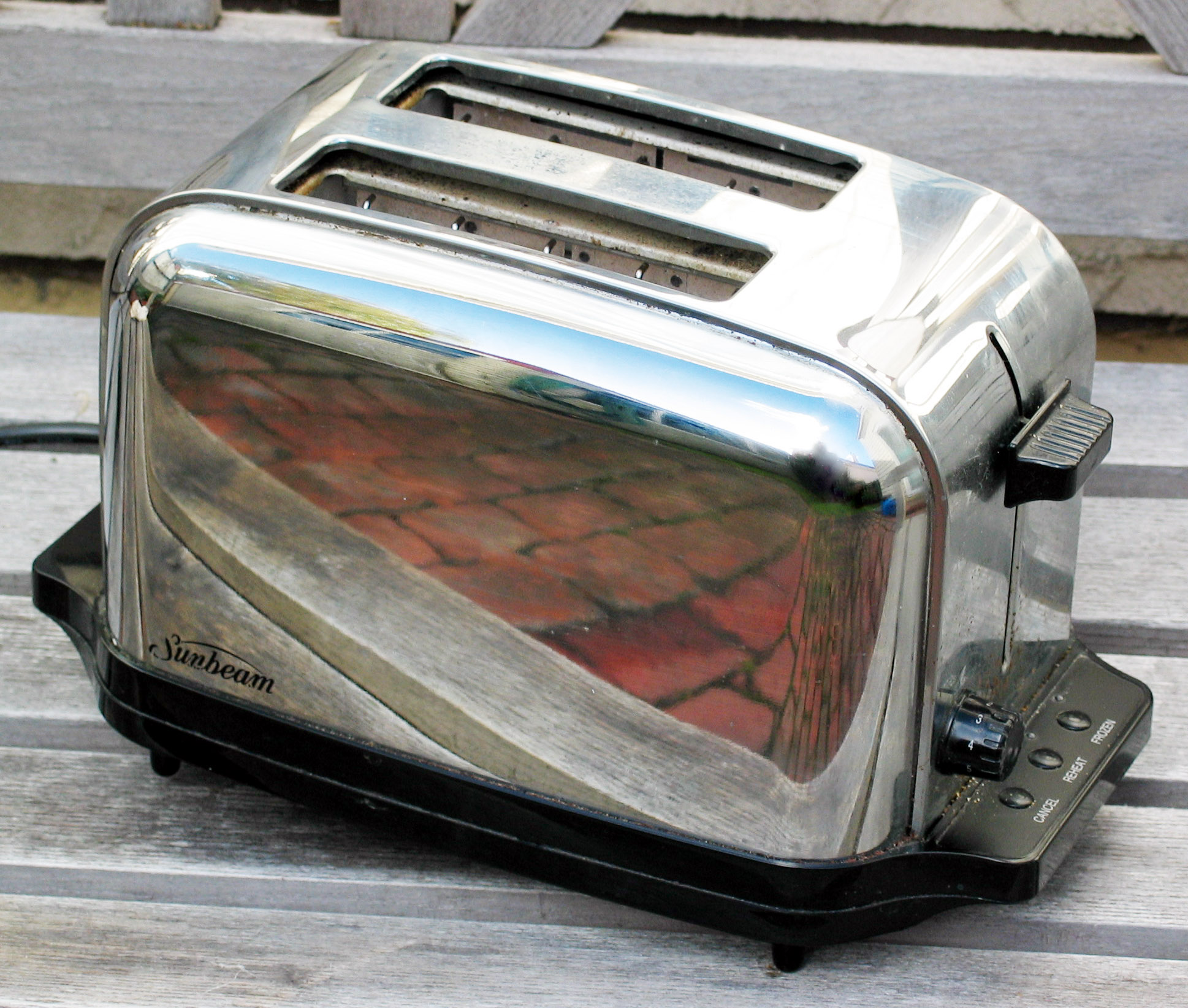
Prăjitor de pâine

Prăjitorul de pâine este un aparat electrocasnic care se folosește la prăjirea feliilor de pâine. Prăjitorul de pâine încălzește pâine prin căldura degajată prin efectul Joule, conducând electricitatea printr-o rezistență. Prin procesul de prăjire se urmărește reducerea conținutului de apă din pâine, aproximativ 35% din ea, evaporând-o și rumenind ușor felia de pâine. Un prăjitor de pâine modern cu două orificii folosește în jur de 900 W și prăjește pâinea în 1-3 minute.
În anul 1909 a fost lansat pe piață prăjitorul de pâine de către grupul de companii americane General Electric patentată cu numele de D-12,iar în anul 1919 a fost îmbunătățit prin aplicația de a expulza feliile după prăjire, descoperitorul acestei funcții ale prăjitorului este Charles Strite.